# 新居屋
新居屋（にいや）は、愛知県あま市の大字。

## 地理
あま市の中央、旧甚目寺町域の西部に位置する。28の小字が設置されているが丁目は設定されていない。

### 河川
- 福田川

### 小字
現行字についての五十音順で配列している。
| - 阿弥陀寺（あみだじ） - 岩屋（いわや） - 江上田（えがみだ） - 江ノ橋（えのはし） - 烏帽子（えぼし） - 榎坪（えのきつぼ） - 上権現（かみごんげん） - 上古川（かみふるかわ） - 久渕郷（くぶちごう） - 郷（ごう） - 小舟戸（こふなど） - 三反通（さんたんどおり） - 新田（しんでん） - 新町（しんまち） | - 清明（せいめい） - 善左屋敷（ぜんざやしき） - 大日（だいにち） - 高島（たかしま） - 高畑（たかばた） - 茶屋（ちゃや） - 辻畑（つじばた） - 鶴田（つるた） - 西大池（にしおおいけ） - 東大池（ひがしおおいけ） - 東高田（ひがしたかだ） - 又屋敷（またやしき） - 八島（やしま） - 山（やま） |

## 世帯数と人口
2019年（令和元年）5月1日現在の世帯数と人口は以下の通りである。
| 大字   | 世帯数    | 人口    |
| ------ | --------- | ------- |
| 新居屋 | 3,183世帯 | 7,919人 |

### 人口の変遷
国勢調査による人口の推移
| 2010年（平成22年） | 7,336人 | [ 6 ] |  |
| 2015年（平成27年） | 7,449人 | [ 7 ] |  |

## 小・中学校の学区
市立小・中学校に通う場合、学区は以下の通りとなる。また、公立高等学校に通う場合の学区は以下の通りとなる。
| 字 | 区域                     | 小学校                 | 中学校               | 高等学校 |
| --- | ------------------------ | ---------------------- | -------------------- | -------- |
| 榎坪、高島、八島 江上田、烏帽子、上権現 小舟戸                                                                                | 全域                     | あま市立甚目寺小学校   | あま市立甚目寺中学校 | 尾張学区 |
| 新田、茶屋、上古川 | 鉄道軌道敷地より南側区域 | あま市立甚目寺小学校   | あま市立甚目寺中学校 | 尾張学区 |
| 新田、茶屋、上古川 | 鉄道軌道敷地より北側区域 | あま市立甚目寺西小学校 | あま市立甚目寺中学校 | 尾張学区 |
| 山、岩屋、清明、大日 高畑、辻畑、鶴田 江ノ橋、久渕郷、三反通 西大池、東大池、東高田 阿弥陀寺、善左屋敷 新居屋郷、新町、又屋敷 | 全域                     | あま市立甚目寺西小学校 | あま市立甚目寺中学校 | 尾張学区 |

## 施設
- 甚目寺郵便局

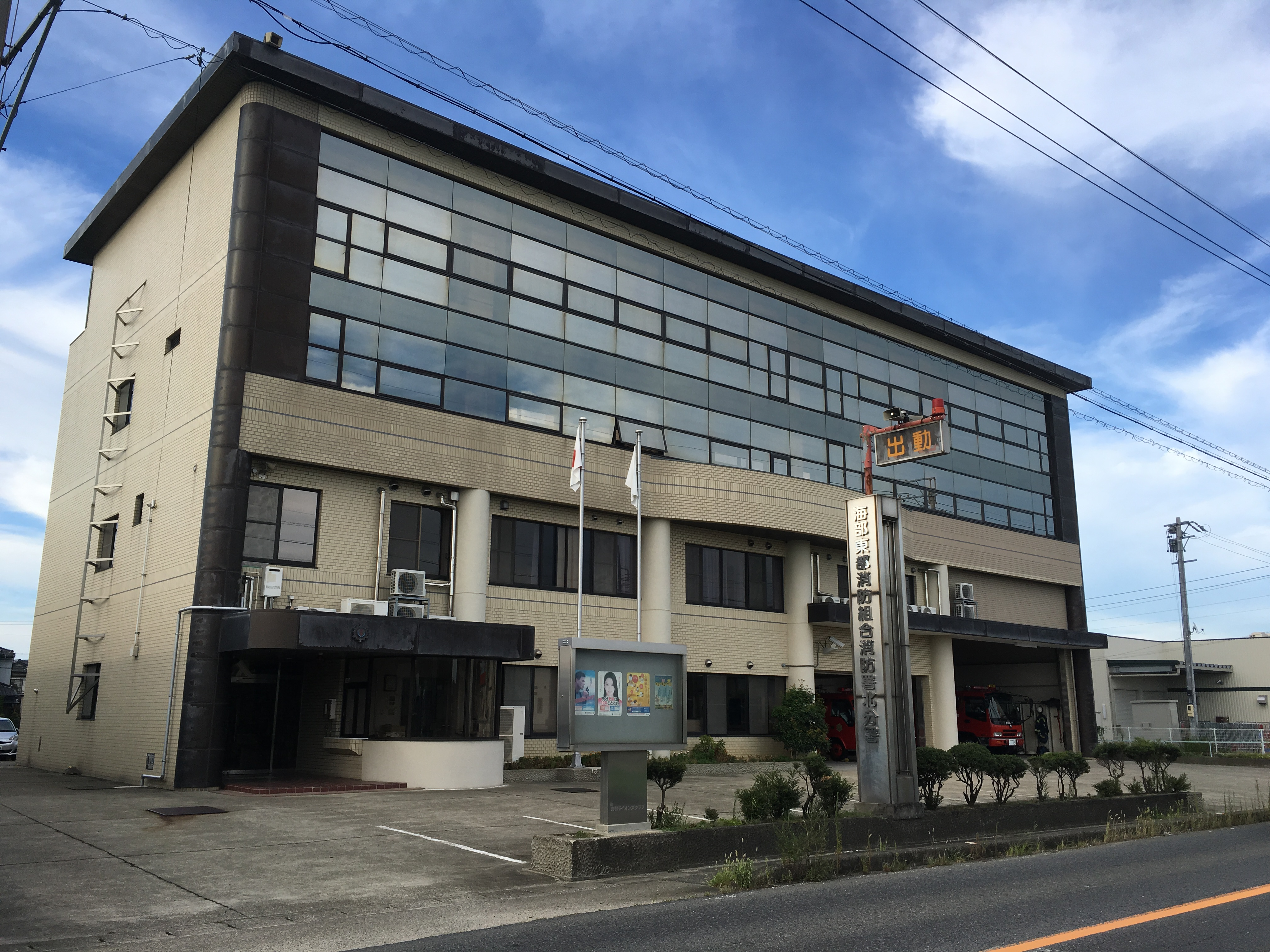
海部東部消防組合北分署
- あま市立甚目寺西小学校
- アオキスーパー甚目寺店
- ゲンキー新居屋西店
- V・drug
  - 甚目寺店
  - 甚目寺西店
- 新居屋保育園
- ひかり幼稚園
- 法性寺
- 新屋神社

- 海部東部消防組合北分署

## 交通

### 鉄道
- 名鉄津島線が通るが駅はない。かつては新居屋駅があったが1969年（昭和44年）に廃止された。

### 道路

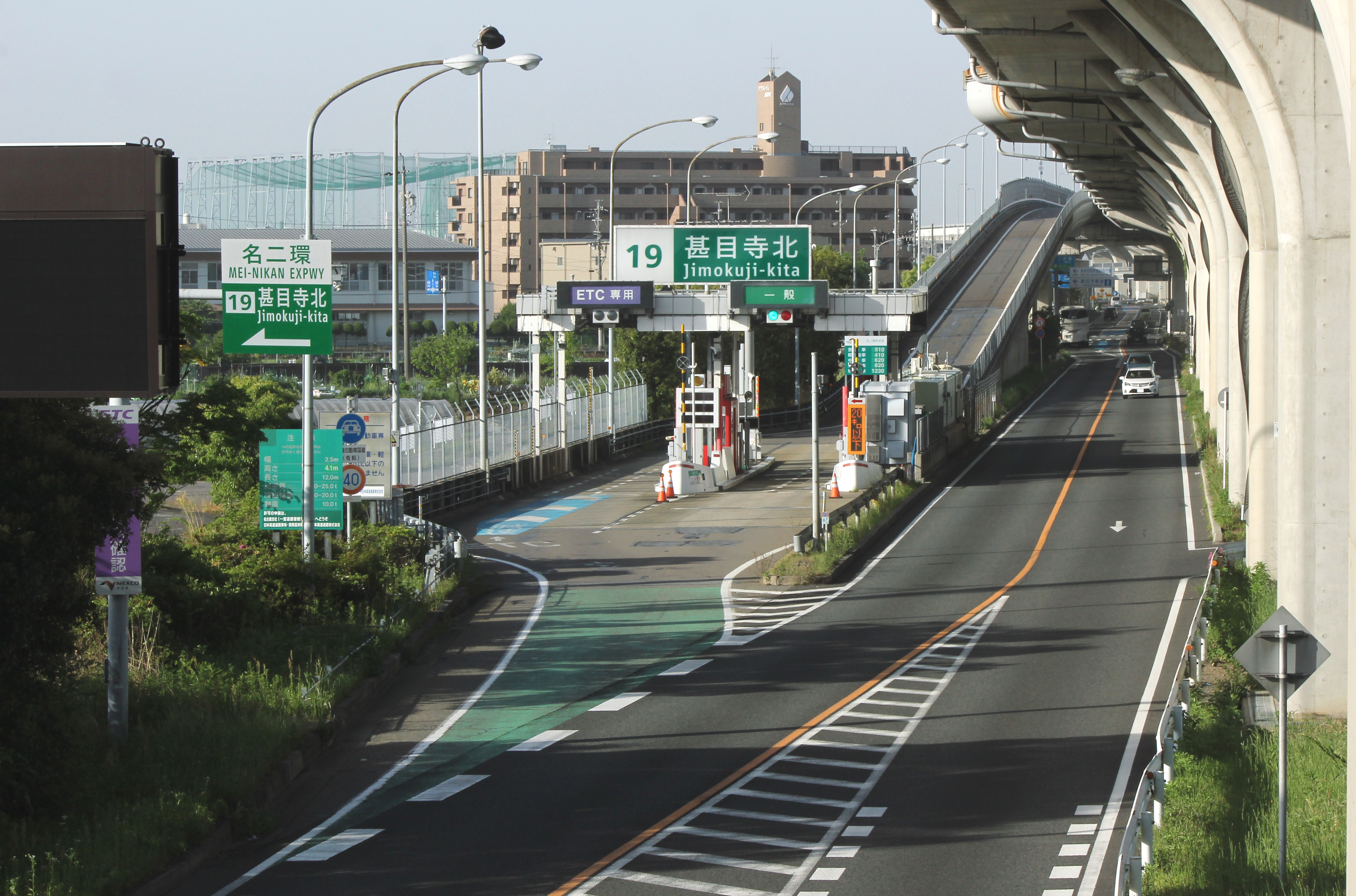
甚目寺北IC

- 名古屋第二環状自動車道 甚目寺北IC
- 国道302号（名古屋環状2号線）
- 愛知県道126号給父西枇杷島線

## その他

### 日本郵便
- 郵便番号 : 490-1105[3]（集配局：甚目寺郵便局[10]）。